# Rendez-vous Sport
Rendez-vous Sport est une émission de télévision sportive française diffusée sur TF1, tous les dimanches vers 20h40 depuis septembre 2017.

## Historique
Lancée le 10 septembre 2017, l'émission résume en deux minutes et en images les grands temps forts sportifs du weekend. Elle est diffusée sur TF1, le dimanche soir après Le 20H.
En 2017, l'émission donne l'occasion aux téléspectateurs de passer à la télévision grâce à son parrainage avec Volkswagen. En effet, les téléspectateurs pouvaient se filmer en faisant du sport et lançant le programme avec la phrase type « Salut c'est Prénom de Ville, vous regardez Rendez-vous Sport avec Volkswagen », puis poster la vidéo sur les réseaux sociaux. La firme allemande choisissant les meilleurs vidéos servant de billboard.
À l'occasion du Championnat d'Europe de football 2020 en 2021, TF1 lance une déclinaison de l'émission dénommé Rendez-vous sport en Bleu, présentée par Marine Marck. Cette émission diffusée quasi-quotidiennement après Le 20H, s'intéresse à l'actualité de l'Équipe de France de football pendant la compétition. Cette déclinaison, toujours présenté par Marine Marck, existe aussi pour l'équipe de France féminine sous le nom de Rendez-vous sport en Bleue lors de l'Euro féminin 2022.

### Présentation
Dès le 10 septembre 2017, l'émission est présentée par Grégoire Margotton, commentateur sportif sur TF1. Il est, lors de ses absences, remplacé par Yann Hovine, journaliste de la rédaction de TF1.
De septembre 2018 à juillet 2019, Charlotte Namura, chroniqueuse à Téléfoot et Marion Jollès-Grosjean, présentatrice sur TF1 présentent l'émission en alternance.
De septembre 2019 à mai 2021, Nathalie Iannetta éditorialiste dans Téléfoot présente l'émission. Elle est remplacée lors de ses absences par Martin Tzara, directeur des opérations sport de TF1 et Martial Fernandez ou Guillaume Palacios, journalistes de l'émission. L'émission est alors présentée en duo, en voix off uniquement,.
En juin 2021 et juillet 2021, pendant l'Euro 2020, en plus de la déclinaison spéciale Équipe de France, Marine Marck présente également l'émission dominicale,. Puis en septembre 2021, après le départ de Nathalie Iannetta à la direction des sports de Radio France, elle est titularisée à la présentation.

## Identité visuelle
Comme pour d'autres émissions diffusées sur TF1, le concepteur artistique Olivier Gérard a réalisé l'habillage visuel de la l'émission.

## Liens Externes
- Site internet de l'émission